# Bestuurlijke indeling van Bulgarije
Sinds 1999 bestaat Bulgarije uit 28 oblasten  of provincies (Bulgaars: области, oblasti; enkelvoud област, oblast), nadat het land sinds 1987 was onderverdeeld in negen grotere oblasten. Alle oblasten zijn vernoemd naar de regionale hoofdstad. De nationale hoofdstad, Sofia, vormt een eigen oblast.
De oblasten zijn weer onderverdeeld in gemeentes (Bulgaars: община/obsjtina).

## Oblasten
| |  | |
| 1. Blagoëvgrad 2. Boergas 3. Dobritsj 4. Gabrovo 5. Chaskovo 6. Kardzjali 7. Kjoestendil 8. Lovetsj 9. Montana 10. Pazardzjik 11. Pernik 12. Pleven 13. Plovdiv 14. Roese |  | 1. Razgrad 2. Sjoemen 3. Silistra 4. Sliven 5. Smoljan 6. Sofia-Hoofdstad 7. Sofia 8. Stara Zagora 9. Targovisjte 10. Varna 11. Veliko Tarnovo 12. Vidin 13. Vratsa 14. Jambol |

## Planregio's
Om statistische redenen bestaan er ook nog zes planregio's, die tussen het nationaal niveau en het niveau van de oblasten in staan. Deze planregio's worden hoofdzakelijk gebruikt om op Europees niveau de verschillende delen van Bulgarije statistisch te kunnen vergelijken. Deze zijn:
- Noordwest-Bulgarije (Montana, Vidin en Vratsa)
- Noordcentraal-Bulgarije (Gabrovo, Lovetsj, Pleven, Roese en Veliko Tarnovo)
- Noordoost-Bulgarije (Dobritsj, Razgrad, Silistra, Sjoemen, Targovisjte en Varna)
- Zuidwest-Bulgarije (Blagoevgrad, Kjoestendil, Pernik, en de oblast en de stad Sofia)
- Zuidcentraal-Bulgarije (Chaskovo, Kardzjali, Pazardzjik, Plovdiv, Smoljan en Stara Zagora)
- Zuidoost-Bulgarije (Boergas, Jambol en Sliven)

## Gemeenten
Zie Bulgaarse gemeente.